# Elaine Sturtevant
Elaine Sturtevant (* 23. August 1924 in Lakewood, Ohio als Elaine Horan; † 7. Mai 2014 in Paris) war eine US-amerikanische Künstlerin der Postmoderne. Nach ihrem Umzug nach New York City zu Beginn der 1960er Jahre begann Sturtevant 1965 als Malerin, Bildhauerin und Objektkünstlerin Werke zeitgenössischer Künstler zu imitieren.

## Arbeitsweise
Das Prinzip der Aneignung und Formen der Wiederholung werden von Sturtevant strategisch eingesetzt. Ihr Werk besteht somit darin, unter Anwendung verschiedenster Medien, technisch exakte Wiederholungen bestimmter Werke anzufertigen. Diese versieht sie mit ihrer Signatur. Bei den angeeigneten Vorbildern handelt es sich um Originalwerke von berühmten Künstlern wie Andy Warhol, Marcel Duchamp, Joseph Beuys, Sherrie Levine und Claes Oldenburg, die in einem möglichst engen zeitlichen Bezug zu der angefertigten Kopie Sturtevants stehen (zum Beispiel Künstler der Pop Art mit deren unmittelbaren Vorläufern). Sturtevant konzentriert sich zeitweise auf bestimmte Künstler, beschäftigt sich intensiv mit ihnen und fertigt teilweise Wiederholungen ganzer Werkzyklen an. Ihr Werk umfasst dank ihrer enormen Produktivität einen großen quantitativen Umfang und zeichnet sich durch Facettenreichtum aus. Leichte formale Abweichungen hinsichtlich materieller Eigenschaften sind bei dem Versuch einer exakten Wiederholung zwar möglich, jedoch nicht von Bedeutung, da ihr Werk nicht auf einen formalen Vergleich ausgelegt ist. Die einzig bedeutende formale Abweichung vom Original ist die Signatur Sturtevants, mit der sie die Wiederholung versah, womit dieser Aspekt vom Verfahren der Aneignung ausgeschlossen ist.
Sturtevant benutzte verschiedene künstlerische Ausdrucksmittel wie Malerei, Bildhauerei, Fotografie und Film, um die Kopien anzufertigen. Die Kritiker sind sich bis heute nicht einig, wie die Künstlerin das Gespür erwarb, welche Kunstrichtungen in den jeweiligen Perioden erfolgreich sein werden, da die Originale der kopierten Werke heute jeweils als zeittypisch betrachtet werden.

## Intention
Sturtevants Vorgehensweise legt nahe, dass die Werkintention darin begründet liegt, die traditionellen Kategorien der modernen Kunst, wie Kreativität und Originalität, zu unterlaufen. Jedoch beabsichtigt Sturtevant, obwohl sie bildliche Vorlagen auswählt, die sich von den künstlerischen Kategorien der Moderne abzugrenzen beginnen, die Werte der modernen Kunstauffassung zu kontrastieren. Sie hat die Intention, eine „kritische Auseinandersetzung mit Originalität“ zu erreichen, ohne dabei die Kategorie der Originalität untergraben zu wollen. Sturtevant instrumentalisiert die Wiederholung als Mittel, um eine Diskussion über ästhetische Konventionen sowie die bestehenden Konstitutionsbedingungen von Kunst anzuregen. Sie beabsichtigt mit ihrer Arbeit eine Erweiterung ästhetischer Vorstellungen.
Schon bevor die Concept Art ihren Höhepunkt erreicht, wird in Sturtevants Werk durch die Kopie die künstlerische Umsetzung von der Idee als Kernpunkt der künstlerischen Betrachtung in den Hintergrund gedrängt. Die Kategorie der Kreativität wird, entsprechend der Concept Art auf die Ebene des reinen Intellekts gehoben. Dem intuitiven Schaffensakt schrieb sie keine Autorität zu, womit die Vorstellung der Moderne radikal unterlaufen wird. Stattdessen kopiert sie ihre Vorlagen durch ein distanziertes, mechanisches, rein handwerkliches Verfahren. Der Herstellungsprozess erfährt eine Nivellierung, genauso wie das Werk an sich lediglich als konzeptuelles Instrument dient und keinen bildlichen Eigenwert hat. Durch die konzeptuelle Funktionsbestimmung wird das Werk auf eine rein theoretische Ebene gehoben.
Sturtevants strategische Absichten weisen einen starken Einfluss durch den französischen Künstler Marcel Duchamp auf, welcher von der Künstlerin selber konkret betont wird: „I think that certainly his concern with trying to redefine what we consider art was a very big factor in terms of my own work.“ So lassen sich hinsichtlich der Kritik an den künstlerischen Gegebenheiten, Intention und der strategischen Methode zwischen Duchamps und Sturtevants ersten Werken, trotz des zeitlichen Abstandes von 40 Jahren, Parallelen feststellen. Sturtevant verknüpft die Methodik Duchamps mit der der Pop Art, welche sich alltäglicher Motive und Gegenstände bedient, zu deren Vertretern auch Andy Warhol zählt. In maßgeblicher Abgrenzung dazu eignet sich Sturtevant jedoch schon bestehende Kunstwerke an. Sie transferiert das Ready-made-Verfahren dementsprechend in die Kunst. So werden bestehende Kategorien der Kunst nicht wie bei der Pop Art und bei Duchamp von außen erodiert, sondern von innen untergraben beziehungsweise hinterfragt. Im Gegensatz zu den von Sturtevant wiederholten Vorbildern erfüllen ihre Werke nach dem traditionellen Kunstverständnis nicht die herkömmlichen Kategorien der Kunst, obwohl Kriterien wie Kreativität und Originalität besonders bei ihren Vorbildern der Ready-Mades ebenfalls kaum mehr erkennbar waren. Mit der Signatur, die Sturtevant ihren wiederholten Werken verleiht, deklariert die Künstlerin ihr Werk jedoch als ein Original und ignoriert in dieser Weise die ursprünglichen Regeln der Autorenschaft. So beansprucht das Werk eine Kategorisierung, welche ihm nach den traditionellen Kategorien der Kunstwelt nicht zukommt.

## Zwei Schaffensphasen
Sturtevants Gesamtwerk lässt sich in zwei Schaffensphasen einteilen, ohne dass sich jedoch die Künstlerintention änderte. Allein die Rezeption von Sturtevants Werk fällt in den zwei Schaffensabschnitten unterschiedlich aus. Die erste Phase bildete die Zeitspanne von 1964 bis 1974. Nach ihrer letzten Ausstellung in der Onnasch Galerie in New York fasste Sturtevant den Entschluss ihre Arbeit vorerst niederzulegen. Nach zwölf Jahren Schaffenspause stellte die Künstlerin 1986 ihre Arbeiten erstmals wieder aus, wodurch ihre zweite Schaffensphase, welche den Zeitraum von 1986 bis zum Ende der 90er Jahre umfasst, eingeleitet wurde.

### Rezeption der ersten Schaffensphase
Obwohl sich die Künstler, deren Werke Sturtevant wiederholte, im Allgemeinen interessiert zeigten, war es in den 1960er und 1970er Jahren für die Künstlerin nicht leicht, im institutionellen Rahmen Verständnis und Anerkennung für ihr Werk zu gewinnen. Während sie in einigen Galerien ihre Werke ausstellen durfte, hielten sich Museen zunächst zurück. Nachdem Sturtevant zwar 1967 an der Gruppenausstellung Art in the Mirror im Museum of Modern Art teilgenommen hatte, erhielt sie ihre erste große Einzelausstellung erst 1973 im Museum of Art of Syracuse. Sturtevants Werk wurde seitens der Kritiker fast vollständig ignoriert und nur äußerst wenig rezensiert. Ihrem Werk fehlte es in der ersten Schaffensphase an einer kunstwissenschaftlichen Abhandlung. Trotzdem hielt Sturtevant an ihrem Verfahren fest und konfrontierte die Kunstwelt immer wieder mit exakten Wiederholungen, wodurch ihr Werk an Ernsthaftigkeit gewann, was letztendlich dazu führte, dass ihr Werk vollkommen abgelehnt wurde. „Den Betrachtern und Betroffenen gelang es nicht, die Irritation, die ihre Arbeiten auslösten, zu überwinden und zufriedenstellende Antworten auf die aufgeworfenen Fragen zu finden.“ So wurden ihre Arbeiten häufig als destruktives Zeichen verstanden. Sturtevant selber äußerte sich in einem Interview diesbezüglich folgendermaßen: „At the show in `65, the reaction was very mixed. It certainly wasn`t a generally hostile but that`s because it was not taken seriously. People thought I was anti-art, super Pop or joshing. Of course that was not my intention. When I did the store of Claes Oldenburg, it became clear that I was serious and people began to perceive the work as dangerous. Then the hostility began.“ Sturtevant fühlte ihr Werk missverstanden, weshalb sie entschied, ihre Arbeit vorerst niederzulegen. „Basically what I thought was, when I continue to show the work, and they continue to write about it, it would change the work, it would become what they decided it is. So I decided that I would not do it until this mental rethought catches up.“

### Rezeption der zweiten Schaffensphase
Dieses Umdenken fand in den 1980er Jahren schließlich statt. Die kontextuelle Veränderung hatte zwar Auswirkungen auf die Rezeption ihrer Arbeiten, jedoch nicht auf die künstlerische Intention Sturtevants. Ihr Konzept führt Sturtevant auch nach der Wiederaufnahme ihres Werkes unverändert weiter. Außerdem hält sie an der Konzentration auf Künstler, welche die strategische Aneignung in ihren Werken ebenfalls einsetzen, fest und bezieht sich somit weiter auf die bereits in ihrer ersten Schaffensphase wiederholten Künstler.
Als Sturtevant in den 1980er Jahren ihre Arbeit wiederaufnahm, hatte sich die Haltung gegenüber dem Verfahren der künstlerischen Aneignung jedoch grundlegend verändert. Zu dieser Zeit entstand eine künstlerische Strömung, die von Kritikern unter dem Label der Appropriation Art (Aneignungs-Kunst) zusammengefasst wurden. Deren Werken liegt ein Verfahren zugrunde, welches Sturtevants stark glich. Motive aus dem Alltag, aber auch aus der Kunstwelt, wurden übernommen und als eigenständige und originale Kunstwerke deklariert. Die Intention der Appropriationisten war es, „die ideologischen Konstitutionsbedingungen des modernen Originalitätsbegriffes aufzudecken und ihn aus der Kunst zu verbannen.“ Mit dieser Strömung war die anfängliche Ignoranz, mit der Kritiker ihrem Werk der ersten Schaffensphase begegneten einem durch poststrukturalistische Theorien beeinflussten Interesse gewichen. Diese Theorien sahen das Prinzip der Wiederholung als zentrales Thema an. Sturtevant bezieht dazu eine konträre Position und grenzte sich klar davon ab. Trotzdem wird sie häufig vereinfacht als Vorläuferin der Appropriation Art bezeichnet. Sie erkannte jedoch, dass ihrem Werk durch die konträre Bewegung der Appropriation Art Kontur verliehen wurde: „And talking about the Appropriationists I should mention the importance of this movement for me as it allowed entry into my work; gave references that could be used as negative definition.“ So kann Sturtevants Werk zwar unter den Begriff der Aneignungskunst gefasst werden, jedoch nicht unter dem Stilbegriff der Kunstrichtung Appropriation Art.

## Zitat
„... man müßte im Kopf zurückgeblieben sein, um den Tod der Originalität zu fordern.“

## Referenzen

### Andy Warhol
1964/65 fertigte Elaine Sturtevant Kopien von Andy Warhols 1964 entstandenen Flowers an, die sie ihrem Konzept entsprechend technisch exakt kopierte und der entstandenen Kopie ihre Signatur verlieh, die ihr die Autorenschaft zusprach. Um die Exaktheit der Kopie der Siebdrucke zu erzielen, überließ Warhol ihr sogar seine Siebstöcke. Sturtevant schildert die Reaktion Warhols auf ihr Vorhaben folgendermaßen: „Warhol was very Warhol. `Wow Elaine`, and he gave me the screen for the flower.“ Sturtevants Kopie trägt den Namen Sturtevant – Warhol Flowers. Da die Flowers eine vielfältige Reproduktion erfuhren und nahezu global bekannt sind, ordnet der über kunsthistorisches Wissen verfügende Betrachter sie automatisch der Kategorie Warhol zu. Die Auseinandersetzung mit den nicht von Warhol stammenden Flowers beginnt erst durch die mittels der Signatur ausgelösten Verunsicherung des Betrachters. Diese, das „Allzu-Bekannte“ brechende Signatur Sturtevants, lässt den Betrachter das Verhältnis des Originals und der Kopie und die Intention Sturtevants reflektieren. Dementsprechend kann eine Rezeption, die die strategische Dimension der Wiederholung reflektiert nur dann erfolgen, wenn das Vorbild bekannt ist.
Durch die Kopie Sturtevants erlangt das Original seine durch die massenhafte Reproduktion durch Warhol selbst verloren gegangene Originalität wieder. Die „Rückführung des ‚allgemeinen‘ Kunstwerks, z. B. Warhol Flowers, auf das ursprünglich Besondere, nämlich das Original“ steht bei Sturtevants Werk, entsprechend ihrer Künstlerintention, im Vordergrund.
Die Sturtevant - Warhol Flowers entstanden jedoch nicht nur 1964/65, sondern auch 1966 und 1969/70, und auch in Sturtevants zweiter Schaffensphase schuf sie weitere Werke.

## Preise und Auszeichnungen
- 2011: Goldener Löwe bei der 54. Biennale di Venezia 2011.
- 2013: Kurt-Schwitters-Preis der Niedersächsischen Sparkassenstiftung, Hannover.[10]

## Einzelausstellungen
- 1992: Württembergischer Kunstverein, Stuttgart und Deichtorhallen, Hamburg.
- 2002: Sturtevant: Shifting Mental Structure, Neuer Berliner Kunstverein, Berlin.
- 2005: Sturtevant: The Brutal Truth, Museum für Moderne Kunst (MMK), Frankfurt am Main.
- 2010: Sturtevant - The Razzle Dazzle of Thinking, Musée d’art moderne de la Ville de Paris, Paris.
- 2012: Moderna Museet Stockholm.
- 2013: Sturtevant: Leaps Jumps and Bumps, Serpentine Gallery, London.
- 2013: Sturtevant: The House of Horrors, Sprengel Museum, Hannover, danach Musée d’art moderne de la Ville de Paris.
- 2014: STURTEVANT: NUMBER EIGHT, Julia-Stoschek-Collection, Düsseldorf.
- 2014/2015: Sturtevant. Drawing Double Reversal, Museum für Moderne Kunst (MMK), Frankfurt am Main.